# Junior Collins
Addison Collins Jr (Pine Bluff, Arkansas, 17 april 1927 - Dublin (Hampshire), 1976) was een Amerikaanse jazzhoornist in de swing en moderne jazz.

## Loopbaan
Collins speelde in de jaren 40 in de Army Airforce Band van Glenn Miller (opnames in 1943, met soli), de Miller-band onder leiding van Tex Beneke, het Benny Goodman Orchestra (opnames in 1946) en in het orkest van Claude Thornhill (opnames in 1949). In 1949 nam hij met andere leden van Thornhill's band deel aan de legendarische opnames van 'Birth of the Cool' van Miles Davis, alsook aan de live-optredens van de band in 1948 in Royal Roost. In 1953 speelde hij ook mee op de opnames van Charlie Parker van Gil Evans-arrangementen met de Dave Lambert Singers.